# 526 г. пр.н.е.

## Събития

### В Азия

#### В Персийската империя
- Цар на Персийската (Ахеменидска) империя е Камбиз II (530 – 522 г. пр.н.е.).[1]

### В Африка

#### В Египет
- Фараонът на Египет е Амасис II (570 – 526 г. пр.н.е) умира и е наследен от сина си Псамтик III (526 – 525 г. пр.н.е.).[2]

### В Европа

#### В Атина
- Хипий и Хипарх са тирани. Хипий е също архонт през 526/5 г. пр.н.е.[3]

## Починали
- Амасис II, фараон на Египет от Двадесет и шестата династия